# Erinnern heißt leben
Erinnern heißt leben ist ein Dokumentarfilm des DEFA-Studios für Dokumentarfilme von Róza Berger-Fiedler aus dem Jahr 1988.

## Handlung
Der Blick der Kamera schwenkt über einen Teil des Jüdischen Friedhofs in Berlin-Weißensee. Bei dem Anblick der vielen Grabsteine werden Erinnerungen wach und eine alte jüdische Weisheit sagt: Erinnern heißt leben. 1925 schreibt Kurt Tucholsky über diesen Friedhof sogar ein ganzes Gedicht. Zu dieser Zeit finden hier an manchen Tagen bis zu zwölf Beerdigungen statt. Dabei ermahnt man die Besucher, die vielen Bettler, die sich auf der Straße zum Friedhof befinden, nicht zu beachten. Mit der Machtübernahme der Faschisten ändern sich auch die Mahnungen, so existiert noch ein emailliertes Schild der Friedhofsverwaltung, welches davor warnt, schräg über die Straße oder parallel zu den Straßenbahngleisen zu gehen. Wer das nicht beachtet, kann von einem Gestapo-Mann festgehalten werden, muss in der Leitstelle der Gestapo in der Burgstraße seine, mit  einem „J“ versehene Kennkarte abholen und wird häufig nie wieder gesehen. Eine erste Grabstelle auf dem Friedhof, auf die näher eingegangen wird, ist die von Herbert Baum, einem Kämpfer gegen den Krieg und Faschismus. In den Schulbüchern der DDR wird er als Leiter der Widerstandsgruppe Herbert Baum genannt, deren bekannteste Tat ein Brandanschlag auf die antisowjetische NS-Propagandaausstellung „Das Sowjet-Paradies“ im Berliner Lustgarten ist. Darauf erfolgten viele Verhaftungen und ein großer Teil der Mitglieder dieser Gruppe wurde durch die Nazis hingerichtet.
Urkundlich erwähnt werden die ersten Juden in Berlin am 3. April 1317. Die Jüdenstraße und den Judenhof gibt es aber bereits vor 1237. Das Konzil zu Mainz im Jahr 1310 beschließt, dass Juden Zeichen an ihrer Kleidung zu tragen haben. Im Jahr 1406 ordnet der Bischof von Brandenburg an, dass alle Christen sich des Umgangs mit Juden enthalten sollen, da ihnen sonst der Bann drohe. 1510 findet der Berliner Hostienschänderprozess statt, 38 Juden erliegen dem Feuertod, alle anderen werden des Landes verwiesen. 1671 wird die Jüdische Gemeinde in Berlin neu gegründet, als sich sieben aus Österreich kommende Familien hier niederlassen. 18 Stadttore hat die Stadt zu dieser Zeit, jedoch dürfen die Juden nur an zweien passieren und auch nur dann, wenn sie einen entsprechenden Zoll bezahlen. 1763 erteilt Friedrich II. den ordentlichen Schutzjuden, gegen besondere Auflagen das Recht, ihren Schutz auf ein zweites Kind zu vererben. Der berühmte Philosoph Moses Mendelssohn, der auch die erste Knabenschule in Berlin gründet, und nie den Titel eines Schutzjuden bekommt, wird auf dem, von 1672 bis 1827 offenen jüdischen Friedhof in der Großen Hamburger Straße beerdigt. Nur wenige Grabsteine haben die Jahre des Faschismus überstanden, so auch der Moses Mendelssohns.
Um 1875 leben etwa 65.000 Juden in Berlin. Deshalb erwirbt die Jüdische Gemeinde von Berlin ein etwa 40 Hektar großes Grundstück außerhalb der Stadt in dem damaligen Vorort Weißensee. Etwa 200 Personen nehmen als Gäste am 9. September 1880 an der feierlichen Einweihung teil. Bis 1988 haben etwa 15 000 Menschen auf dem Friedhof ihre letzte Ruhe gefunden. Die wenigsten Grabstätten machen einen gepflegten Eindruck. Als die Großmutter der Regisseurin dieses Films stirbt, war Róza Berger-Fiedler noch nicht geboren und andere Verwandte befinden sich nicht in Deutschland. Aber es ist ein Vorteil, dass die Grabstätten auf jüdischen Friedhöfen auf ewig bestehen und deshalb begibt sich die Enkelin auf die Suche nach ihrer Grabstelle, die in der Friedhofsverwaltung beginnt. Hier werden die Unterlagen der Beigesetzten seit Bestehen der Anlage aufbewahrt. So ist es kein Problem, die Grabnummer der Großmutter zu finden. Die Inschrift auf dem Grabstein ist im Laufe der Jahre verblichen. Sie erinnert an die Frau, die zwölf Kinder großgezogen hat und die ihnen proletarische Lieder beibringt, während ihr Mann den Talmud lehrt.
In den Karteikästen befindet sich auch der Name Martha Liebermann, der Ehefrau des bedeutenden Malers Max Liebermann, die sich 1943 das Leben nimmt, als man sie in das KZ Theresienstadt abholen will. Sie wird in Weißensee beigesetzt und kann erst nach der Nazi-Herrschaft neben ihrem Mann auf dem Jüdischen Friedhof in der Schönhauser Allee ihre letzte Ruhe finden. Auf vielen der Gedenksteine der beigesetzten Juden findet man die Berufsbezeichnung „Kaufmann“. Als Kaufmann wird im Judentum der Bankier, der Hausierer, der Verkäufer mit dem Bauchladen aber auch der Warenhausbesitzer bezeichnet. Zu den Warenhausgründern und -besitzern, die in Weißensee beigesetzt werden, gehören Hermann Tietz, dessen Neffe Oscar Tietz, Adolf Jandorf und Abraham Wertheim. Weitere bekannte Persönlichkeiten auf dem Friedhof sind der Freund und Biograph Alexander von Humboldts Julius Löwenberg, der Komponist Louis Lewandowski, der Zauberkünstler Samuel  Bellachini, der Physiker Eugen Goldstein, der Philosoph Heymann Steinthal, die Frauenrechtlerin und Sozialaktivistin Lina Morgenstern, der Sozialpolitiker und Publizist Max Hirsch, der Schriftsteller und Theaterdirektor Oscar Blumenthal, der Maler Lesser Ury, der Arzt Arno Philippsthal, im April 1933 eines der ersten Opfer des Nationalsozialismus in Berlin, der Verleger Rudolf Mosse, der Schriftsteller Theodor Wolff, der Verleger Samuel Fischer und der Kammersänger Joseph Schwarz, dessen Mausoleum von illegal in Berlin lebenden Juden als Zufluchtsstätte genutzt wird.
Gegen Ende des 19. Jahrhunderts sind etwa 1/3 der Berliner Ärzte Juden, deren Ruf als Mediziner legendär ist. Zu ihnen gehört auch die Familie Strassmann, eine Ärztedynastie, zu der auch Ferdinand Strassmann gehört, er leitet ab 1915 als Stadtmedizinalrat das Berliner Gesundheitswesen und wird Ehrenbürger. Fritz Strassmann ist Professor für Gerichtsmedizin, der Gynäkologe Paul Strassmann wird in der Nazizeit in den Ruhestand versetzt, sein Sohn, ebenfalls Gynäkologe Erwin Strassmann wird beurlaubt. Am Ersten Weltkrieg nehmen etwa 100 000 Juden als Freiwillige oder als Wehrpflichtige teil. Etwa 12 000 überleben den Krieg nicht. Am 18. März 1938 treffen sich viele der Überlebenden zum Heldengedenktag. Es soll der Letzte sein, mit dem Novemberpogrom 1938 stellt der Reichsbund jüdischer Frontsoldaten seine Tätigkeit ein.
Mehrfach gibt es Einblendungen, die ein großes Fest im Berliner Café Moskau zeigen. Es ist Chanukka,  das Lichterfest, das hier von der Jüdischen Gemeinde Ost-Berlins, wie auch vielerorts in der DDR, gefeiert wird. Seit Jahrhunderten ist das ein Fest des Überlebens und Weiterlebens.

## Produktion und Veröffentlichung
Für die Dramaturgie war Harry Hornig zuständig. Erinnern heißt leben wurde auf Orwo-Color mit historischen Schwarzweißfilm-Anteilen im Auftrag des Magistrats von Berlin, Hauptstadt der DDR und mit Unterstützung der Jüdischen Gemeinde Ost-Berlins, von der Künstlerischen Arbeitsgruppe (KAG) „Chronik“ gedreht. Die Premiere fand am 12. Januar 1988 im Berliner Kino International statt, woran auch Ost-Berlins Oberbürgermeister Erhard Krack, der Stellvertreter des Ministers für Kultur Horst Pehnert, der Vorsitzende der Jüdischen Gemeinde Ost-Berlin Peter Kirchner, der Staatssekretär für Kirchenfragen Hermann Kalb, der Vizepräsident des Verbandes der Jüdischen Gemeinden in der DDR Siegmund Rotstein, der Rabbiner für die Jüdischen Gemeinden in der DDR Isaac Neumann, der Vorsitzende der Jüdischen Gemeinde West-Berlin Heinz Galinski, Oberkantor Estrongo Nachama und die Filmschaffenden teilnahmen.
Die erste Fernsehausstrahlung erfolgte am 6. November 1988 im 1. Programm des Fernsehens der DDR.

## Kritik
Die Neue Zeit schreibt: 

„Der Film, fertiggestellt 50 Jahre nachdem als „Kristallnacht“ etikettierten antisemitischen Pogrom der Hitlerfaschisten, will zur Beschäftigung mit der historischen und kulturgeschichtlichen Rolle der Juden in Berlin anregen. In dem er erinnert, Vergangenes gegenwärtig macht, gemahnt er zugleich an das Ausmaß des Verbrechens, das die Faschisten an den Juden verübten. Immerhin zählte die Berliner Jüdische Gemeinde vor 1933 etwa 170 000 Mitglieder; Hitlers Rassen- und Ausrottungspolitik führte zu ihrer fast völligen Vernichtung.“

Heinz Galinski, der Vorsitzende der Jüdischen Gemeinde in West-Berlin hat die Entstehung des Films als „dankbares Unterfangen“ bezeichnet. Hier wird ein Stück Vergangenheit lebendig, das niemals mehr Gegenwart werden kann. Dieser Film gibt deutsche Geschichte wieder, man könne auch die Aussage hinzufügen: Leben heißt erinnern.

## Auszeichnungen
- 1988: Staatliches Prädikat: Wertvoll
- 1989: Berlin-Preis zur Förderung sozialistischen Gegenwartsschaffen für die Schöpfer des Films[4]